# Трахеостомия
Трахеостоми́я (лат. tracheostomia, от др.-греч. τραχεῖα — дыхательное горло и στóμα — отверстие, проход) — хирургическая операция образования временного или стойкого соустья полости трахеи с окружающей средой (стома — свищ), осуществляемого путём введения в трахею канюли или подшиванием стенки трахеи к коже. В результате обеспечивается поступление воздуха в дыхательные пути.
Трахеотоми́я (от греч. tracheia — дыхательное горло и tome — разрез, рассечение) — хирургическая операция, заключающаяся в рассечении передней стенки трахеи с целью ликвидации острой асфиксии, а также проведения диагностических и лечебных эндотрахеальных вмешательств с последующим зашиванием операционной раны.
Трахеотомия с последующим введением в просвет трахеи канюли или созданием в стенке трахеи отверстия, рассчитанного на длительное функционирование, обозначается термином трахеостоми́я.
Трахеостомия выполняется чаще всего по жизненным показаниям, в плановом или срочном порядке.

## Показания
1. Состоявшаяся или угрожающая непроходимость верхних дыхательных путей
- Острейшая (молниеносная). Развивается за секунды. Как правило, это — обтурация инородными телами;
- Острая. Развивается за минуты. Инородные тела, истинный круп при дифтерии (обтурация плёнками), отёки Квинке, реже — подсвязочный ларингит;
- Подострая. Развивается за десятки минут, часы. Ложный круп , гортанная ангина, отёк при химических ожогах пищевода и пр.;
- Хроническая. Развивается за сутки, месяцы, годы. Перихондрит, рубцовые сужения трахеи, рак гортани;

Наиболее часто к непроходимости верхних дыхательных путей приводят следующие состояния:
- Инородные тела дыхательных путей (при невозможности удалить их при прямой ларингоскопии и трахеобронхоскопии);
- Нарушение проходимости дыхательных путей при ранениях и закрытых травмах гортани и трахеи;
- Острые стенозы гортани при инфекционных заболеваниях (дифтерия, грипп, коклюш, корь, сыпной или возвратный тиф, рожа);
- Стенозы гортани при специфических инфекционных гранулёмах (туберкулёз, сифилис, склерома и др.);
- Острый стеноз гортани при неспецифических воспалительных заболеваниях (абсцедирующий ларингит, гортанная ангина, ложный круп);
- Стенозы гортани, вызванные злокачественными и доброкачественными опухолями (редко);
- Сдавление колец трахеи извне струмой, аневризмой, воспалительными инфильтратами шеи;
- Стенозы после химических ожогов слизистой оболочки трахеи уксусной эссенцией, каустической содой, парами серной или азотной кислоты и т. д.;
- Аллергический стеноз (острый аллергический отёк);

2. Необходимость респираторной поддержки у больных, находящихся на длительной искусственной вентиляции лёгких
Необходима при тяжелой черепно-мозговой травме, при отравлении барбитуратами, при ожоговой болезни, БАС и др. Международное многонациональное исследование показало, что среднее время между началом ИВЛ и наложением трахеостомии составляет 11 дней.

## Классификация
- По уровню рассечения трахеи относительно перешейка щитовидной железы различают верхнюю, среднюю и нижнюю трахеостомию.
- По направлению разреза трахеи — продольную, поперечную, П-образную (по Бьерку) трахеостомии.

Взрослым производят верхнюю трахеотомию, детям нижнюю, так как у них щитовидная железа расположена выше. Среднюю трахеотомию производят крайне редко, если невозможно произвести верхнюю или нижнюю, например, при особом анатомическом варианте расположения щитовидной железы или при опухоли щитовидной железы.

## Инструментарий для трахеостомии
- Набор общехирургических инструментов: цапки, пинцеты анатомические, пинцеты хирургические, кровоостанавливающие зажимы Бильрота и Кохера, скальпель, прямые и куперовские ножницы, острые крючки, тупые крючки, зонд желобоватый, катетер эластичный для отсасывания крови, шприц, подходящий к катетеру, или хирургический электроаспиратор, подушка с кислородом, иглодержатели, 10—15 игл различных номеров.
- Специальные инструменты для трахеостомии:

Трахеостомические канюли. Наибольшее распространение получила канюля Люэра, которая состоит из двух трубок — наружной и внутренней. Современная конструкция состоит из металлических колец и устроена по типу гофрированной трубки;
Острый однозубый трахеостомический крючок Шассиньяка, предназначенный для фиксации трахеи;
Тупой крючок для отодвигания перешейка щитовидной железы;
Трахеорасширитель для раздвигания краев разреза трахеи перед введением в её просвет канюли. Наибольшее распространение получили трахеорасширители Труссо (1830) и С. И. Вульфсона (1964).

## Техника выполнения
Больной лежит на спине, под плечи подкладывается валик, голова запрокинута назад. Такое положение больного позволяет максимально приблизить гортань и трахею к передней поверхности шеи. Операцию производят как под эндотрахеальным наркозом, так и под местной анестезией. У детей, как правило, используется эндотрахеальный наркоз. Местную инфильтрационную анестезию выполняют 0,5—1% раствором новокаина или 0,5% раствором тримекаина. В экстремальных условиях оперируют без анестезии.
- Техника верхней трахеостомии.

Проводят послойный разрез кожи, подкожной клетчатки, поверхностной фасции и белой линии шеи длиной 4—6 см от щитовидного хряща вниз, после чего обнажают грудино-щитовидную мышцу (m.sternothyroideus) правой и левой половин шеи. Раздвинув мышцы, находят перстневидный хрящ и лежащий под ним перешеек щитовидной железы. Рассекают листок внутришейной фасции (f.endocervicalis) в поперечном направлении, после чего отделяют перешеек от трахеи и отодвигают его тупым путём книзу, обнажив таким образом верхние хрящи трахеи. После этого фиксируют гортань однозубым остроконечным крючком, чтобы прекратить судорожные движения. Взяв в руку остроконечный скальпель лезвием кверху, оперирующий кладёт указательный палец сбоку лезвия и, не доходя до кончика 1 см (чтобы не повредить заднюю стенку трахеи) вскрывает третий, а иногда и четвёртый хрящи трахеи, направляя скальпель от перешейка к гортани (вверх). После поступления воздуха в трахею дыхание на некоторое время прекращается, наступает апноэ с последующим переходом в резкий кашель. Только после этого в трахеотомическую рану вставляют трахеорасширитель. Раздвигая его, берут трахеостомическую канюлю и, поставив её поперек трахеи так, чтобы щиток был в сагиттальной плоскости, проводят в просвет трахеи. Расширитель извлекают, канюлю поворачивают так, чтобы щиток располагался во фронтальной плоскости с последующим продвижением канюли вниз и фиксацией её вокруг шеи. Кожную рану ушивают до трахеостомической трубки.
- Техника нижней трахеостомии.

Разрез проводят от перстневидного хряща до вырезки грудины. Рассекают поверхностный листок собственной фасции шеи и проникают в надгрудинное межапоневротическое пространство (spatium interaponeuroticum suprasternale). Тупым способом разъединяют клетчатку и, отодвинув книзу венозную яремную дугу, рассекают глубокий листок собственной фасции шеи (лопаточно-ключичную фасцию) и обнажают мышцы (грудино-подъязычную и грудино-щитовидную) правой и левой половин шеи. Раздвинув мышцы в стороны, рассекают пристеночную пластинку внутришейной фасции (f. endocervicalis) и проникают в предтрахеальное пространство. В клетчатке этого пространства обнаруживают венозное сплетение и иногда низшую щитовидную артерию (a. thyroidea ima). Сосуды перевязывают и пересекают, а перешеек щитовидной железы оттягивают кверху. Трахею освобождают от покрывающего её висцерального листка внутришейной фасции и рассекают четвёртый и пятый хрящи трахеи. Скальпель необходимо держать, как указано выше, и направлять его от грудины к перешейку, чтобы не повредить плечеголовной ствол. Дальнейшие приёмы ничем не отличаются от указанных для верхней трахеостомии.
- Техника крикоконикотомии.

1. Одномоментным вертикальным разрезом по срединной линии шеи ниже щитовидного хряща рассекается кожа, дуга перстневидного хряща и щитоперстневидная связка;
2. В разрез вводится зажим и раздвигаются бранши, что обеспечивает поступление воздуха в дыхательные пути;
3. После исчезновения асфиксии крикоконикотомия заменяется трахеостомией.

## Ошибки и осложнения
Как любая серьёзная операция, трахеостомия имеет свои осложнения. Их тяжесть варьируется от косметических дефектов до летального исхода. Причём, чем больше времени прошло после операции, тем меньше вероятность возникновения и тяжёлых осложнений.
Осложнения, возникновение которых возможно в процессе выполнения операции:
- Разрез, проведённый не по срединной линии шеи, может привести к повреждению шейных вен, а иногда и сонной артерии (не следует забывать о возможности возникновения воздушной эмболии при повреждении шейных вен).
- Недостаточный гемостаз перед вскрытием трахеи может повлечь за собой затекание крови в бронхи и развитие асфиксии.
- Длина разреза трахеи должна по возможности соответствовать диаметру канюли.
- Ранение задней стенки пищевода.

Перед введением канюли следует убедиться, что слизистая оболочка трахеи рассечена, а просвет её вскрыт, иначе можно ввести канюлю в подслизистый слой, что приведёт к выпячиванию слизистой оболочки в просвет трахеи и усилению асфиксии.
Осложнения, возникновение которых возможно сразу после выполнения операции: существует угроза гипоксии, перфорации задней стенки трахеи, перелома кольца трахеи, ранения пищевода, подкожной эмфиземы, пневмоторакса.
В более позднем послеоперационном периоде может возникать гнойный трахеобронхит, стеноз трахеи, трахеальная фистула, изменение голоса, а из косметических осложнений — грубые шрамы на коже в области трахеостомы.
Большое число осложнений после трахеостомии возникает в результате закупорки трубки, несоответствия её размеров и трахеи, неправильного положения трубки в трахее, её смещения и выпадения.
В обзоре 2013 года изучались осложнения и факторы риска чрескожной дилатационной трахеостомии (ЧДТ), определились основные причины летального исхода: кровотечение (38,0%), осложнения дыхательных путей (29,6%), перфорация трахеи (15,5%) и пневмоторакс (5,6%). Всего смертность составила 0,17% или 1 случай на 600. Аналогичный систематический обзор 2017 года, изучающий летальность как при открытой хирургической трахеотомии (ОСТ), так и при ФДТ, выявил аналогичные показатели смертности и причины.

## Известные люди, перенёсшие трахеостомию
- Айртон Сенна
- Иоанн Павел II
- Фридрих III
- Стивен Хокинг
- Мика Хаккинен
- Элизабет Тейлор
- Джаяпатака Свами
- Джейсон Беккер[5]
- Килмер, Вэл

## В культуре
- Проведение трахеостомии описано в рассказе М. А. Булгакова «Стальное горло» (из цикла рассказов «Записки юного врача»).